# Embarcadero

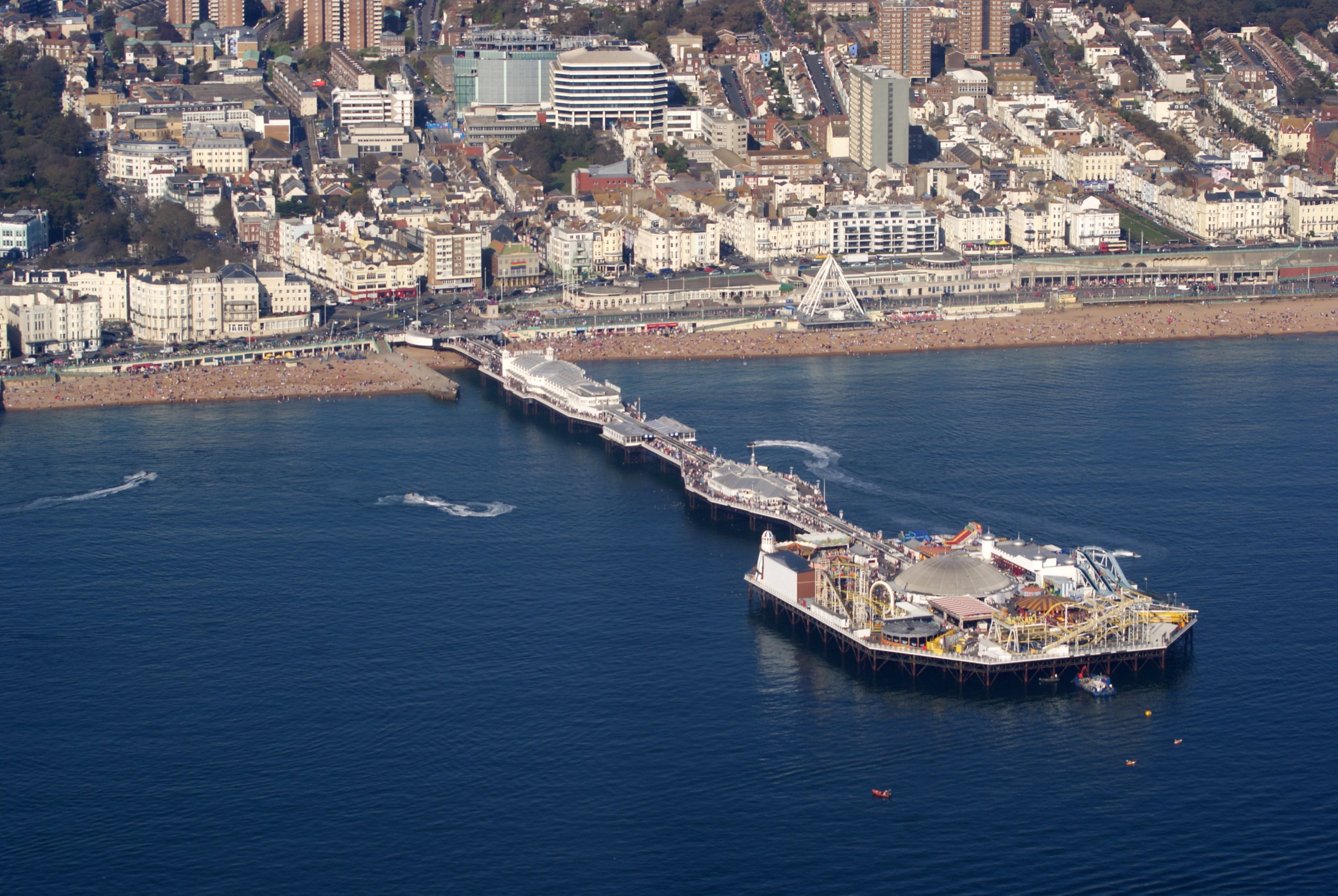
Embarcadero de recreo en Brighton, Inglaterra. Los primeros embarcaderos costeros se construyeron en Inglaterra a principios del siglo XIX

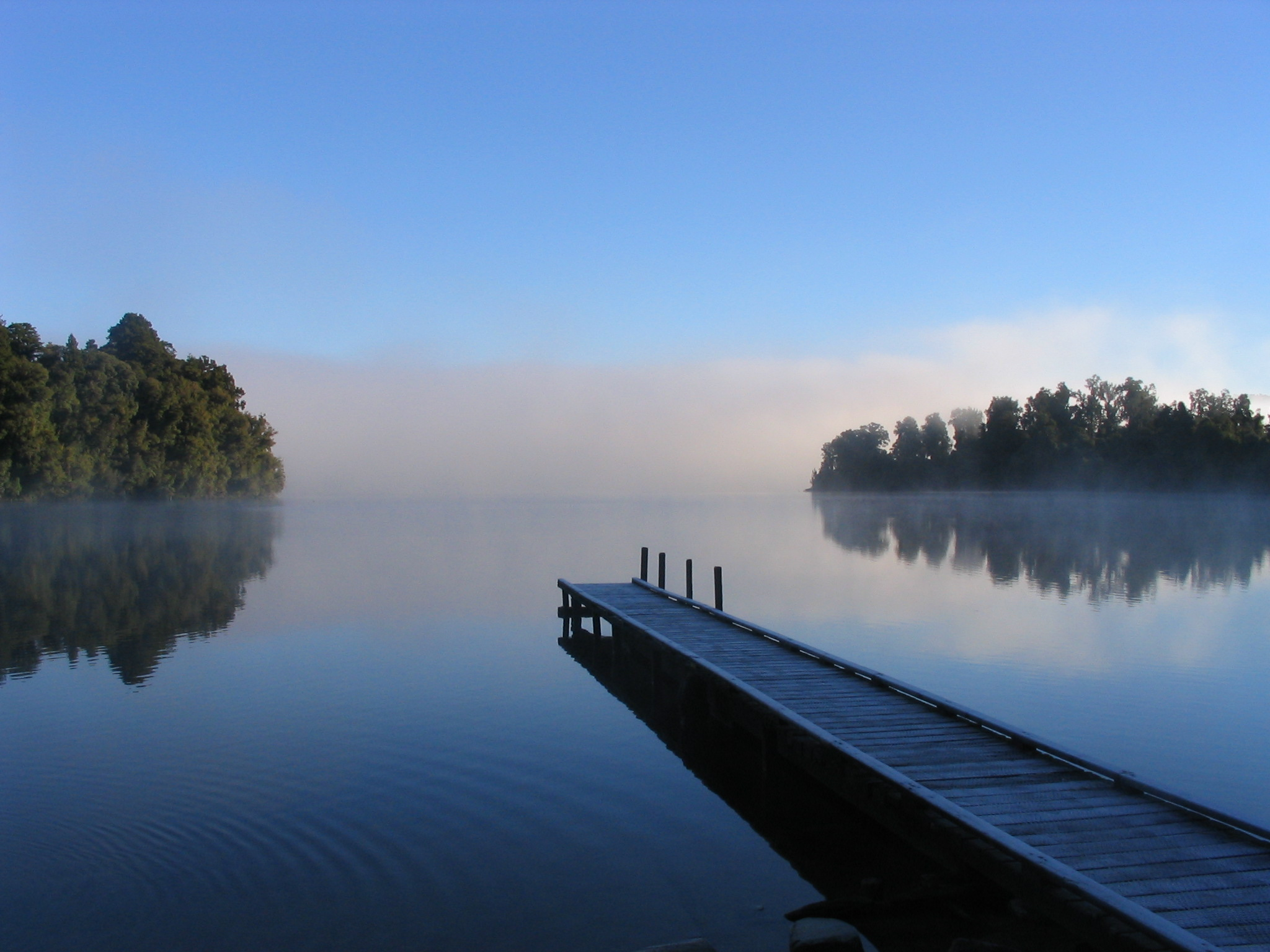
Un simple embarcadero en el lago Mapourika, Nueva Zelanda

Un embarcadero es una estructura elevada sobre una masa de agua, habitualmente sostenida por pilotes o pilares. Su estructura abierta permite que las mareas y las corrientes fluyan relativamente sin obstáculos, mientras que los pilotes o cimientos más sólidos de un muelle pueden actuar como rompeolas y, por lo tanto, son más propensos a colmatarse. Los embarcaderos pueden variar en tamaño y complejidad, desde una simple estructura de madera ligera hasta estructuras mayores de varios kilómetros.
Los embarcaderos se han construido tradicionalmente con varios propósitos, y debido a que estos tienen distintas variaciones regionales, el término embarcadero tiende a tener diferentes matices de significado en diferentes partes del mundo. Así, en América del Norte y Australia el término tiende a referirse a una instalación de manipulación de carga. En Europa, en cambio, donde los puertos utilizan más a menudo cuencas y muelles fluviales antes que embarcaderos, el término se asocia principalmente con la imagen de un embarcadero de recreo de época victoriana.

## Tipos de embarcadero
Los embarcaderos pueden ser categorizados en diferentes grupos de acuerdo al propósito principal. Sin embargo, existe un solapamiento entre estas categorías. Por ejemplo, los embarcaderos de recreo también permiten a menudo el atraque de barcos de vapor de recreo y otras embarcaciones similares, mientras que los embarcaderos de trabajo se han convertido a menudo en espacios de recreo después de haber quedado obsoletos debido a los avances de la tecnología de manipulación de la carga. Muchos embarcaderos son flotantes para asegurarse de que suben y bajan con la marea junto con los barcos que los acompañan. Esto previene una situación en la que las líneas se tensan demasiado o se aflojan al subir o bajar las mareas. Una línea de amarre demasiado tensa o suelta puede dañar a los barcos al sacarlos del agua o permitiéndoles tanta libertad de movimiento que golpean con fuerza contra los costados del embarcadero.

### Embarcaderos de trabajo

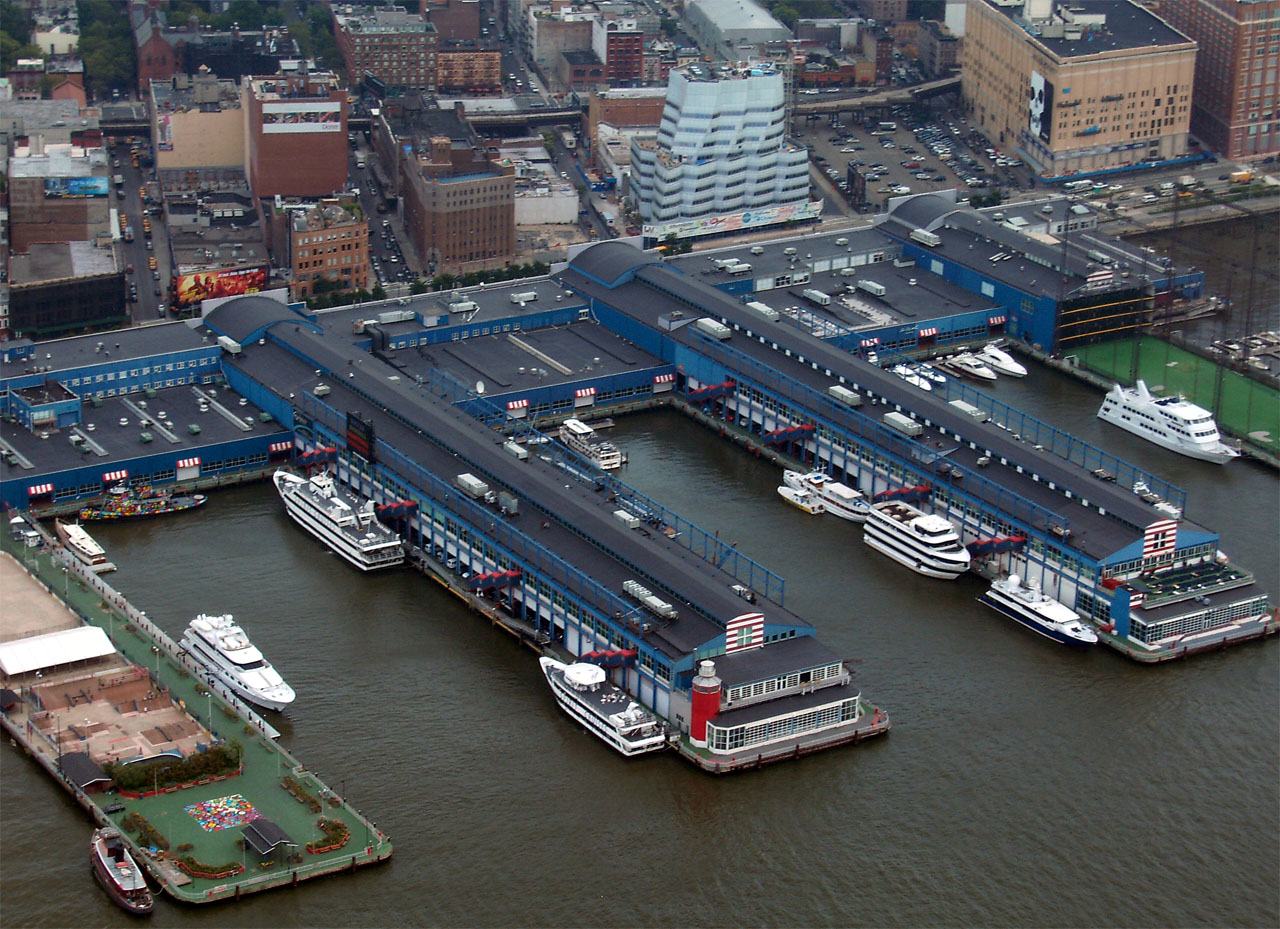
Chelsea Piers, en West Side, Manhattan, que se adentran en el río Hudson

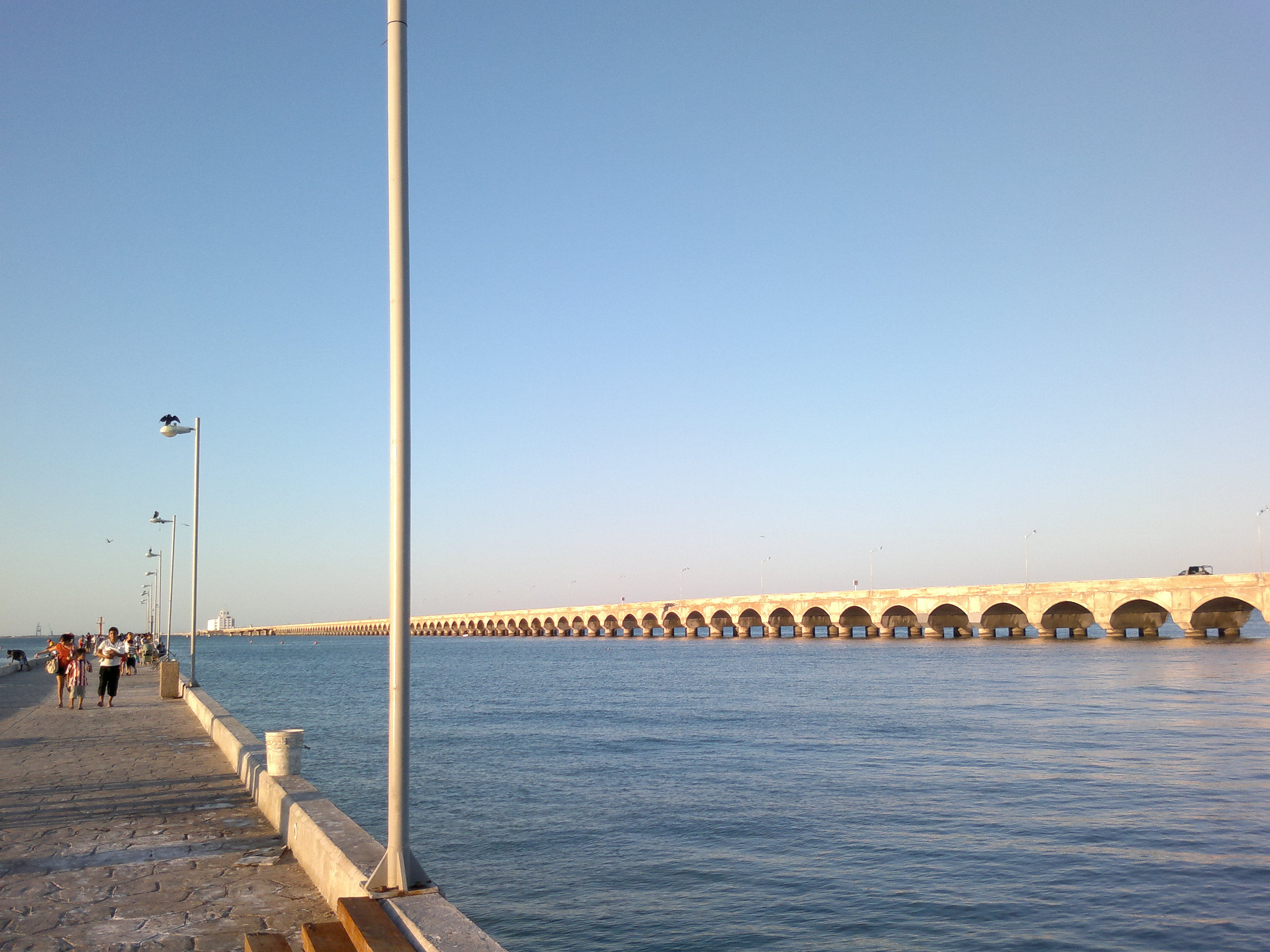
Con 6,5 km de longitud, el embarcadero de Progreso (Yucatán, México) es el más grande del mundo

Los embarcaderos de trabajo se construyeron para el manejo de pasajeros y carga dentro y fuera de los barcos o (como en el Wigan Pier) de las embarcaciones de canal. Los propios embarcaderos de trabajo se dividen en dos grupos diferentes; los embarcaderos individuales más largos se encuentran a menudo en puertos con grandes distancias entre mareas, y el embarcadero se extiende lo suficientemente lejos de la costa como para alcanzar aguas profundas en marea baja. Esos embarcaderos constituían una alternativa económica a los muelles flotantes, donde los volúmenes de carga eran bajos, o donde se manipulaba carga a granel especializada, como en los embarcaderos de carbón. 
La otra forma de embarcadero de trabajo se construyó en puertos con rangos de marea más pequeños. En este caso, la principal ventaja era que se disponía de una mayor longitud de muelle para que los buques pudieran atracar en él en comparación con un muelle litoral lineal, y estos embarcaderos suelen ser mucho más cortos. Típicamente, cada embarcadero lleva un único cobertizo de tránsito a lo largo del mismo, con barcos atracando en la proa o en la popa hacia la orilla. Algunos de los principales puertos consistían en un gran número de embarcaderos de este tipo que se alineaban en la costa, siendo ejemplos clásicos la fachada del río Hudson en Nueva York, o el Embarcadero en San Francisco.
La llegada del transporte marítimo de contenedores, con su necesidad de grandes espacios de manipulación adyacentes a los muelles de embarque, ha hecho que los embarcaderos de trabajo se hayan quedado obsoletos para la manipulación de la carga, aunque algunos todavía sobreviven para la manipulación de buques de pasaje o cargas a granel. Un ejemplo es el de Progreso, Yucatán, donde un embarcadero se interna más de 6 kilómetros en el golfo de México, lo que le convierte en el más largo del mundo. El embarcadero de Progreso abastece gran parte de la península con transporte para la industria pesquera y de carga y sirve como puerto para grandes cruceros en la zona. Muchos otros embarcaderos en funcionamiento han sido demolidos o permanecen abandonados, pero algunos han sido reciclados como embarcaderos de recreo. El ejemplo más conocido de esto es el Pier 39 en San Francisco.
En Southport y Tweed River, en la Gold Coast de Australia, hay embarcaderos que soportan equipamiento para un sistema de derivación de arena que mantiene el buen estado de las playas arenosas y los canales de navegación.

### Embarcaderos de recreo

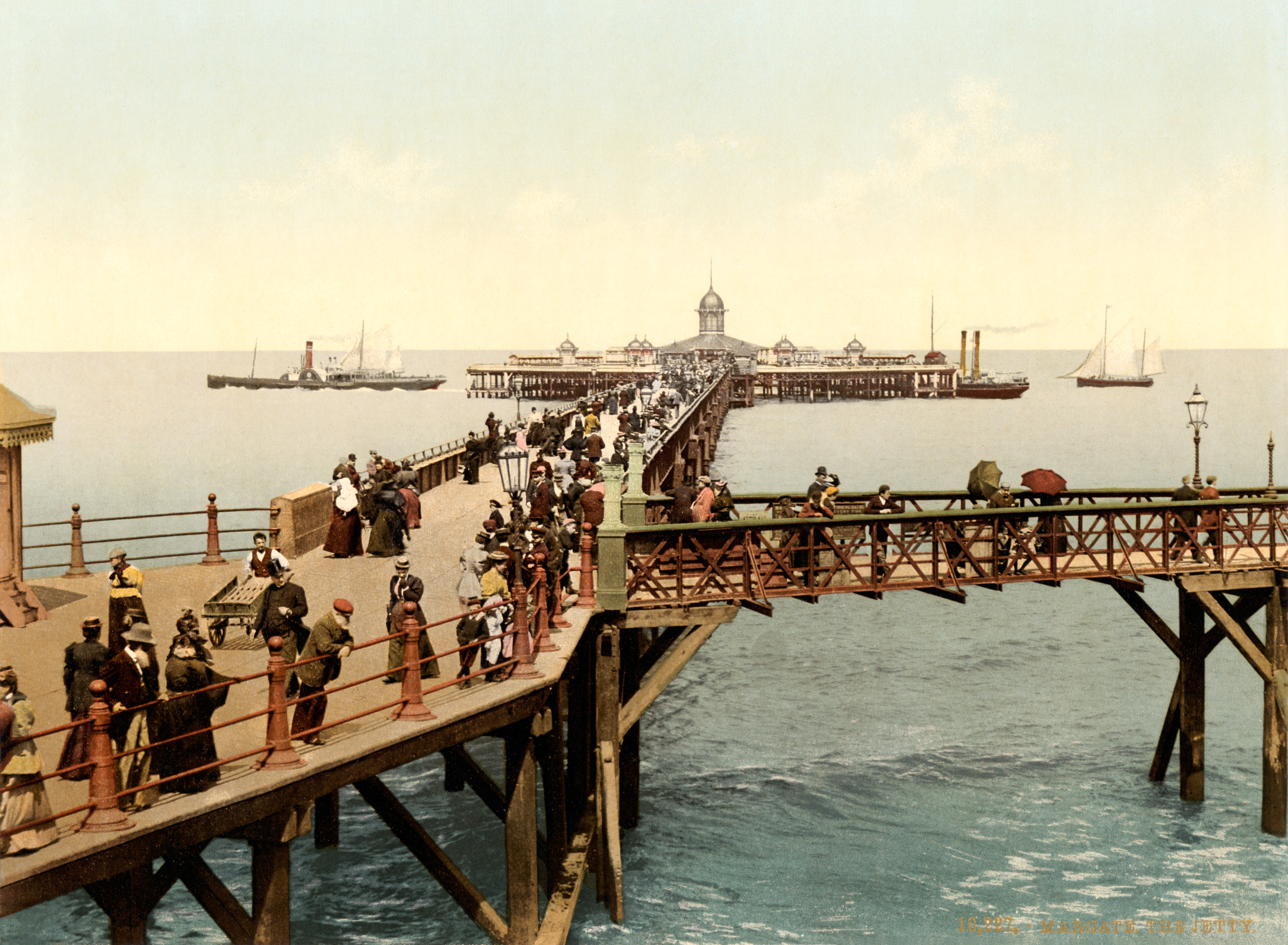
Representación del muelle victoriano en Margate, en el condado inglés de Kent, 1897

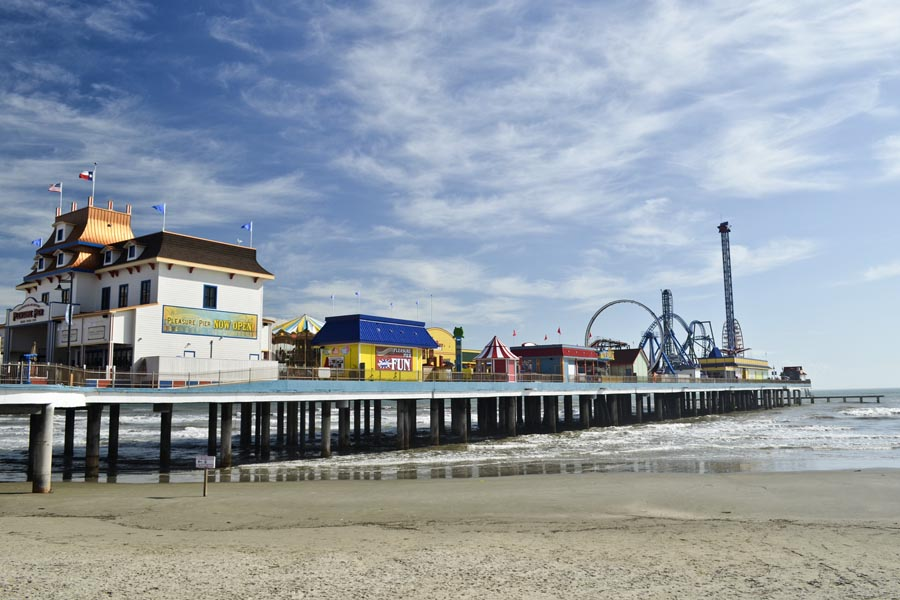
Galveston Island Historic Pleasure Pier

Los embarcaderos de recreo se construyeron por primera vez en Gran Bretaña a principios del siglo XIX. Las primeras estructuras fueron Ryde Pier, construido en 1813-14, Trinity Chain Pier cerca de Leith, construido en 1821, y Royal Suspension Chain Pier, construido en 1823. Solo se conserva el más antiguo de estos embarcaderos. En ese momento, la introducción de los ferrocarriles por primera vez permitió el turismo de masas a las estaciones balnearias. Los efectos de las mareas en muchos de estos complejos significaban que durante gran parte del día, el mar no era visible desde la orilla. El embarcadero de recreo fue la respuesta, permitiendo a los turistas pasear por encima y al lado del mar en todo momento. El embarcadero de recreo más largo del mundo se encuentra en Southend-on-Sea, Essex, y se extiende 2,1 km hasta el estuario del Támesis. Con una longitud de 837 m, el Santa Cruz Wharf es el embarcadero más largo de la costa oeste de Estados Unidos.
Los embarcaderos de recreo, que ofrecen una pasarela hacia el mar, a menudo incluyen atracciones y teatros. Dicho embarcadero puede estar sin techo, cerrado o parcialmente abierto y parcialmente cerrado. A veces un embarcadero tiene dos cubiertas. Galveston Island Historic Pleasure Pier en Galveston, Texas tiene una montaña rusa, 15 paseos, juegos de carnaval y tiendas de recuerdos.
Los primeros embarcaderos de recreo eran de madera, siendo Margate Jetty el primero de hierro, inaugurado en 1855. Este quedó destrozado tras las tormentas de 1978 y nunca fue reparado. El embarcadero de hierro más largo que permanece en pie es el de Southend. Inaugurado como embarcadero de madera en 1829, fue reconstruido en hierro y terminado en 1889. En una encuesta realizada en 2006 en el Reino Unido, el público votó que el embarcadero de la playa figurara en la lista de iconos de Inglaterra.

### Embarcaderos de pesca
Muchos embarcaderos se construyen con el propósito de proporcionar a los pescadores sin bote acceso a zonas de pesca que de otro modo serían inaccesibles. Muchos "muelles libres" están disponibles en puertos más grandes que difieren de los muelles privados. Los muelles libres a menudo se utilizan principalmente para la pesca. La pesca desde muelle presenta un conjunto de circunstancias diferentes a la pesca desde la orilla o playa, ya que no es necesario salpar hacia aguas más profundas. Siendo este el caso, existen aparejos de pesca específicos que se han creado específicamente para la pesca en el muelle que permiten el acceso directo a aguas más profundas.

## Usos
En el dominio marítimo y fluvial, suele ser un muelle constituido por un faldón sostenido por pilotes, cuando el talud forma un plano inclinado, lo que evita el terraplén. Por su gran resistencia dado el peso de los barcos que se apoyan en él, el hormigón armado es el material ideal. Las barreras también se utilizan como muelles ligeros, a menudo de madera, en la entrada de los puertos, actuando como rompeolas.
La barrera también puede ser una estructura destinada a retener o romper el hielo a la deriva, como el Muelle del puente Champlain en Montreal (Quebec).
En el campo de los ferrocarriles, una barrera puede ser una plataforma de entramado destinada a la carga de carbón, un puente ferroviario sobre pilotes de madera, o incluso una estructura de mampostería que permita llegar a un viaducto metálico atravesando el obstáculo, como en el caso del viaducto de Garabit.

## Otros
El embarcadero —estacade— de Grenoble es un puente ferroviario que dio nombre al distrito que atraviesa y al mercado de Estacade que se extiende bajo su abrigo, es el más grande y famoso de la ciudad. Otros pueblos, como Saint-Jean-de-Monts, también han dado a un distrito el nombre de Estacade.

## Ejemplos
Bélgica

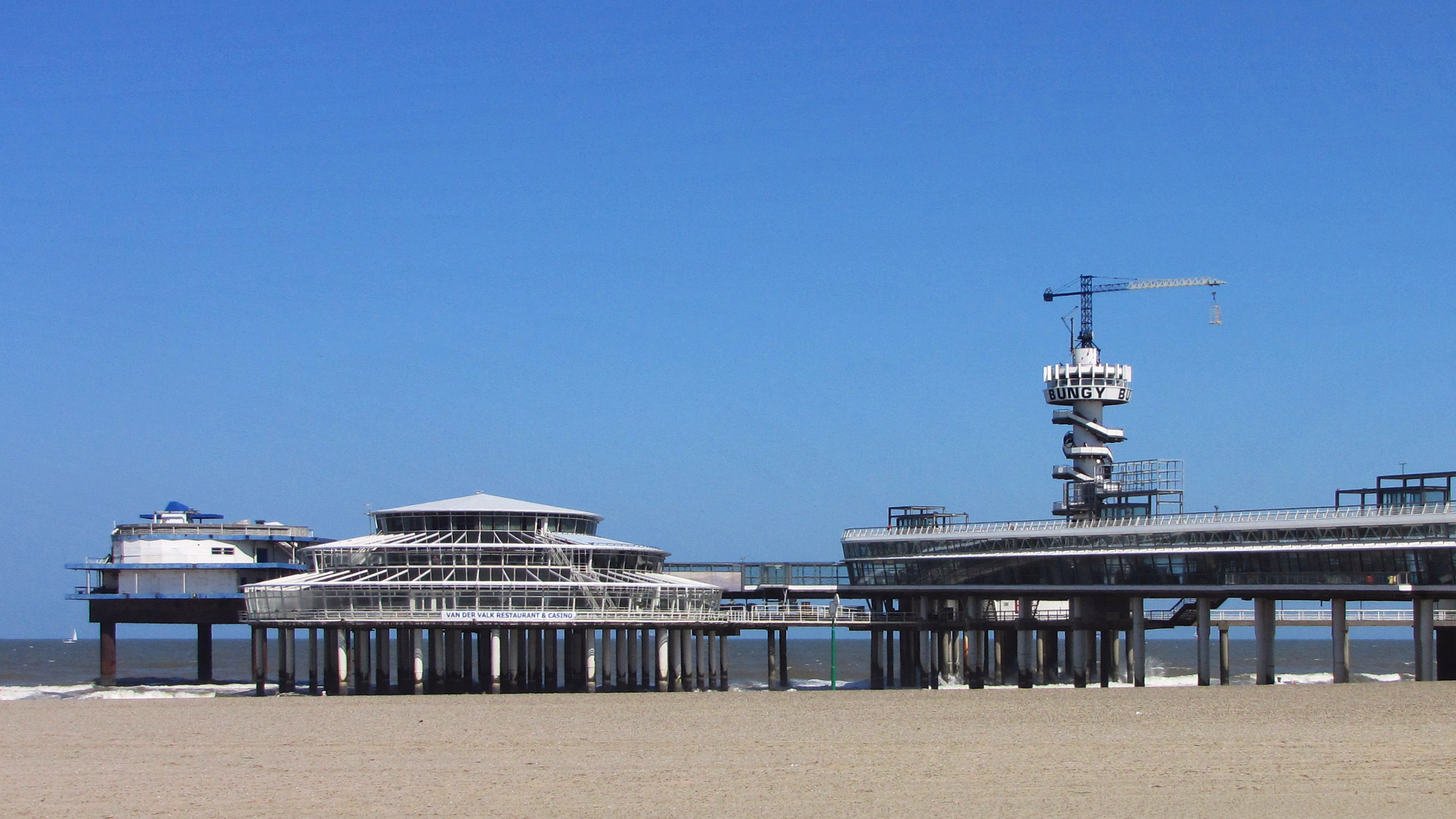
Embarcadero de Scheveningen

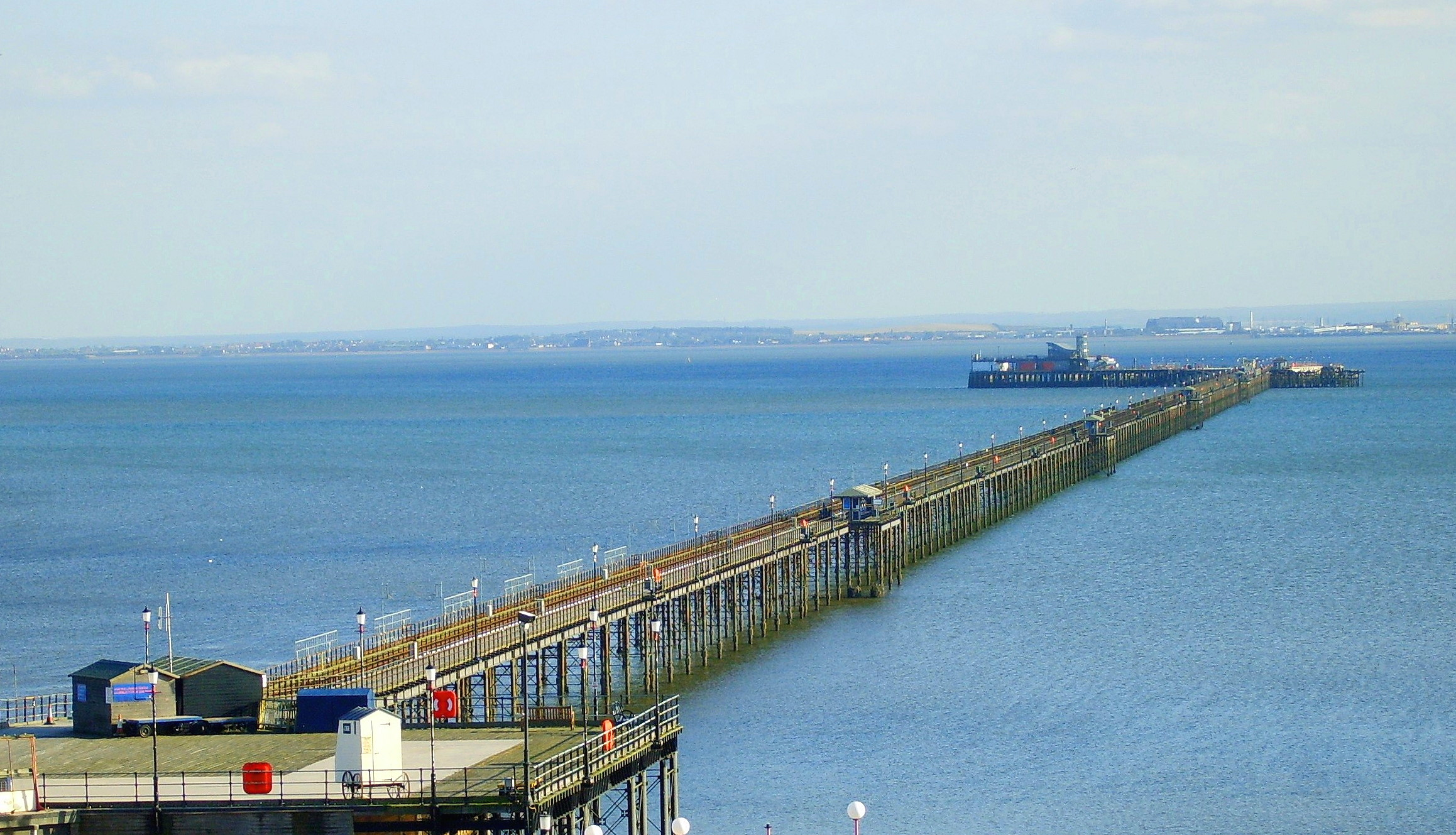
Southend Pier

En Blankenberge se construyó un primer embarcadero de recreo en 1894. Tras su destrucción durante la Primera Guerra Mundial, en 1933 se construyó uno nuevo, que permanece hasta el día de hoy, aunque fue parcialmente transformado y modernizado en 1999-2004.
Países Bajos
Scheveningen, la ciudad costera de La Haya, cuenta con el embarcadero más grande de Países Bajos, terminado en 1961. Una grúa, construida sobre la torre panorámica del embarcadero, ofrece la oportunidad de realizar un salto de 60 metros de altura sobre las olas del mar del Norte. El embarcadero actual es el sucesor de otro anterior, que se terminó de construir en 1901 pero que fue destruido en 1943 por las fuerzas de ocupación alemanas.
Reino Unido
El primer embarcadero registrado en Inglaterra fue el Ryde Pier, inaugurado en 1814 en la isla de Wight, como punto de desembarque para permitir que los transbordadores de y hacia el continente llegaran a puerto. Todavía se utiliza para este propósito hoy en día. También funcionó como lugar de ocio en el pasado, con un pabellón en la cabeza del embarcadero, y todavía hoy en día hay instalaciones de recreo. El embarcadero de hierro fundido más antiguo del mundo es el de Gravesend, en Kent, que abrió sus puertas en 1834. Sin embargo, la Sociedad Nacional de Embarcaderos no lo reconoce como tal.
Tras la construcción del primer embarcadero costero del mundo en Ryde, este tipo de construcción se puso de moda en los complejos turísticos costeros de Inglaterra y Gales durante la era victoriana, alcanzando su punto máximo en la década de 1860, durante la cual se construyeron 22 embarcaderos. Símbolo de las típicas vacaciones costeras británicas, en 1914 ya había más de 100 embarcaderos de recreo en la costa del Reino Unido. Considerada como una de las mejores arquitecturas victorianas, todavía hay en pie un número significativo de embarcaderos al borde del mar, aunque algunos se han perdido, incluyendo dos en Brighton, en East Sussex, uno en New Brighton, en Wirral, y tres en Blackpool, en Lancashire. Dos embarcaderos, el ahora abandonado West Pier y el Clevedon Pier de Brighton, estaban listados como Grado 1. El embarcadero de Birnbeck en Weston-super-Mare es el único del mundo conectado a una isla. La Sociedad Nacional de Embarcaderos (National Piers Society) da una cifra de 55 embarcaderos costeros existentes en Inglaterra y Gales.

## Para más información
- Turner, K., (1999), Pier Railways and Tramways of the British Isles, The Oakwood Press, No. LP60, ISBN 0-85361-541-1.
- Wills, Anthony; Phillips, Tim (2014). British Seaside Piers. London: English Heritage. ISBN 9781848022645.